# ICMS Ecológico
ICMS Ecológico  é um instrumento fiscal de conservação do Meio Ambiente adotado em alguns estados do Brasil, que privilegia a manutenção de biomas.

## Estados
Os seguintes estados brasileiros instituiram o ICMS Ecológico:
- Paraná (1989),[4]
- São Paulo (1993),[5]
- Minas Gerais (1995),[6]
- Amapá (1996),
- Rio Grande do Sul (1997),
- Rondônia (1997).
- Mato Grosso do Sul (2000),[7]
- Pernambuco (2000),[8]
- Mato Grosso (2000),
- Tocantins (2002),
- Acre (2004),
- Rio de Janeiro  (2007),[9]
- Ceará (2007),
- Pará (2012)[ligação inativa].